# Галліполі
40°21′ пн. ш. 26°27′ сх. д. / 40.35° пн. ш. 26.45° сх. д.

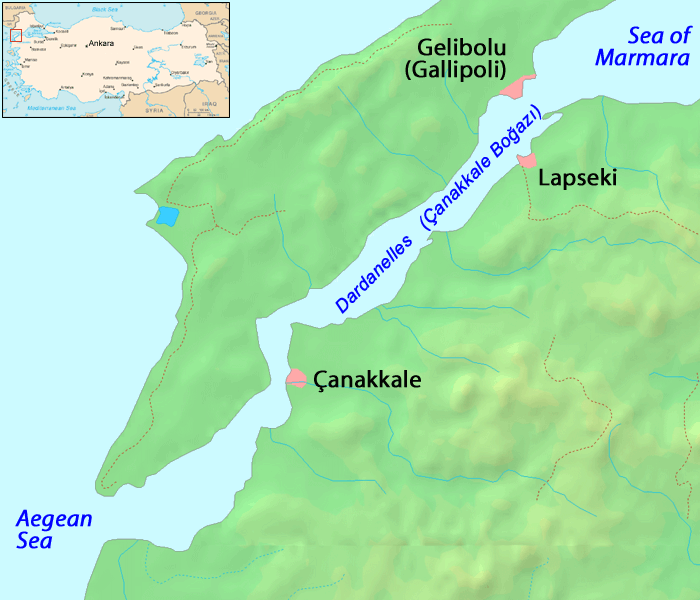
Протока Дарданелли та півострів Галліполі

Галліпо́лі або Галліполі́йський піво́стрів (грец. Καλλίπολις, тур. Gelibolu) — півострів у європейській частині Туреччини, розташований між Саросською затокою Егейського моря і протокою Дарданелли. Довжина близько 90 км (з південного заходу на північний схід), ширина до 20 км. Висота до 420 м.
Адміністративно півострів входить до складу ілу (вілайєту) Чанаккале, історично й географічно — у регіон Східна Фракія. На узбережжі протоки Дарданелли розташоване місто Геліболу. Давня назва міста Галліполі, або Херсонес Фракійський (грец. Χερσoνησoς Θραικια).

## Історія

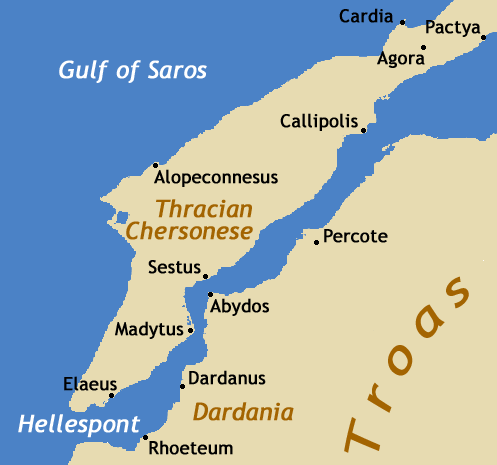
Півострів Фракійський Херсонес за античності

Галліполі (Калліполі — грец. Καλλίπολη) вперше з'являється під цим ім'ям за часів останніх македонських царів у II столітті до н. е. В античні часи півострів Галліполі був відоміший як Херсонес Фракійський. Донині збереглися кілька мечетей і пам'яток візантійської епохи.
У Середні віки Галліполі мав велике значення як місце складів італійських купців. У 1190 році тут переправлялися в Малу Азію армія хрестоносців під проводом Фрідріха I Барбаросси. У 1204 році місто завойоване венеційцями, в 1306-му обложене, спустошене і зруйноване каталонцями. З 1352 по 1357 роки — під османами. У 1416 р. між Лампсаком і Галліполі венеційський флот здобув морську перемогу над турками.
Головне військове значення Галліполі було засновано на можливості замкнути тут шлях суднам і морем, і суходолом по півострову. Французькі інженери в 1864 році побудували тут низку укріплень, у 1877 році їх було оновлено й посилено.
Під час Першої світової війни Галліполі був ареною запеклих боїв під час Дарданелльської операції (19 лютого 1915 — 9 січня 1916), яка закінчилася поразкою військ Антанти.
У 1920—1921 рр. на Галліпольському півострові розмістилися частини Російської Армії генерала П. Н. Врангеля, евакуйовані з Криму. Російський військовий табір у Галліполі перетворився на військовий центр Білої еміграції. 22 листопада 1921 в Галліполі було створено Товариство галліполійців — один з активних військових антикомуністичних організацій Російського Білого Зарубіжжя.
1957 року в районі півострова проходила основна частина операції «Діп вотер» — одного із найбільших в історії військово-морських навчань.